# Косарев Андрій Васильович
Андрій Васильович Косарев (рос. Андрей Васильевич Косарев; 1913, Каніно — 15 листопада 1943) — радянський офіцер, Герой Радянського Союзу, в роки радянсько-німецької війни дивізійний інженер 70-ї гвардійської ордена Леніна, двічі Червонопрапорної стрілецької дивізії 13-ї армії Центрального фронту, гвардії майор.

## Біографія
Народився в 1913 році в селі Каніно Сапожковського району Рязанської області в селянській родині. Росіянин. Член КПРС з 1941 року. Закінчив 4 класи. Працював у колгоспі.
У 1935 році призваний до лав Червоної Армії. У 1939 році закінчив військово-інженерне училище. Учасник радянсько-фінської війни 1939—1940 років. У 1941 році закінчив курси удосконалення комскладу.
У боях радянсько-німецької війни з січня 1942 року. Воював у Криму, на Сталінградському, Центральному і 1-му Українському фронтах. Був поранений.
Відзначився 23 вересня 1943 року при форсуванні Дніпра.
Указом Президії Верховної Ради СРСР від 16 жовтня 1943 року за військову майстерність і мужність, проявлені в боях при форсуванні Дніпра, гвардії майору Косарєву Андрію Васильовичу присвоєно звання Героя Радянського Союзу.
Загинув 15 листопада 1943 в бою на Житомирщині. Похований у селі Соловіївка Брусилівського району Житомирської області.

## Нагороди, пам'ять

Погруддя в Коростишеві

Нагороджений орденами Леніна, Червоного Прапора, Суворова 2-го ступеня, Червоної Зірки, медалями.
У місті Коростишеві Житомирської області на Алеї Героїв А. В. Косарєву встановлено погруддя.